# Třída Storm
Třída Storm byla třída raketových člunů norského královského námořnictva vyvinutá speciálně k pobřežním operacím. Postaveno bylo celkem 20 jednotek této třídy. Norské královské námořnictvo již všechny vyřadilo. Část člunů později získala námořnictva Estonska (1 ks), Lotyšska (4 ks) a Litvy (3 ks). Hlídkový člun Sėlis (ex Skudd) byl ještě v roce 2015 vykazován litevským námořnictvem.

## Stavba

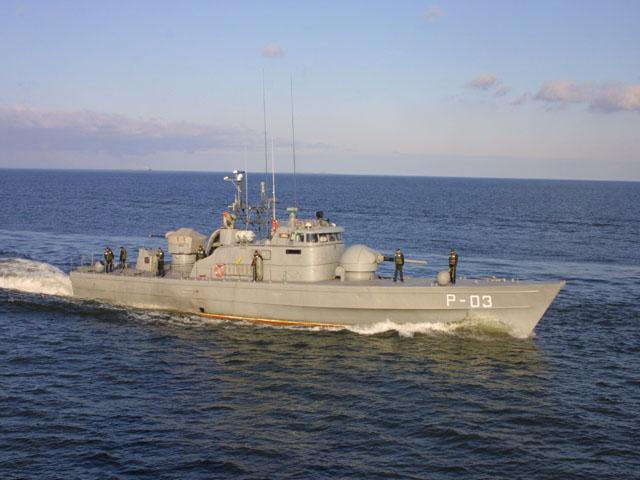
Linga (ex Gnist) bez raketové výzbroje

Celkem bylo v letech 1963–1968 postaveno 20 jednotek této třídy, pojmenovaných Storm (P 960), Blink (P 961), Glimt (P 962), Skjold (P 963), Trygg (P 964), Kjekk (P 965), Djerv (P 966), Skudd (P 967), Arg (P 968), Steil (P 969), Brann (P 970), Tross (P 971), Hvass (P 972), Traust (P 973), Brott (P 974), Odd (P 975), Pil (P 976), Brask (P 977), Rokk (P 978) a Gnist (P 979). Jako první byl ještě v 80. letech vyřazen Pil, většina dalších pak po skončení studené války. K roku 2008 jich mělo být ve službě ještě osm.

## Konstrukce

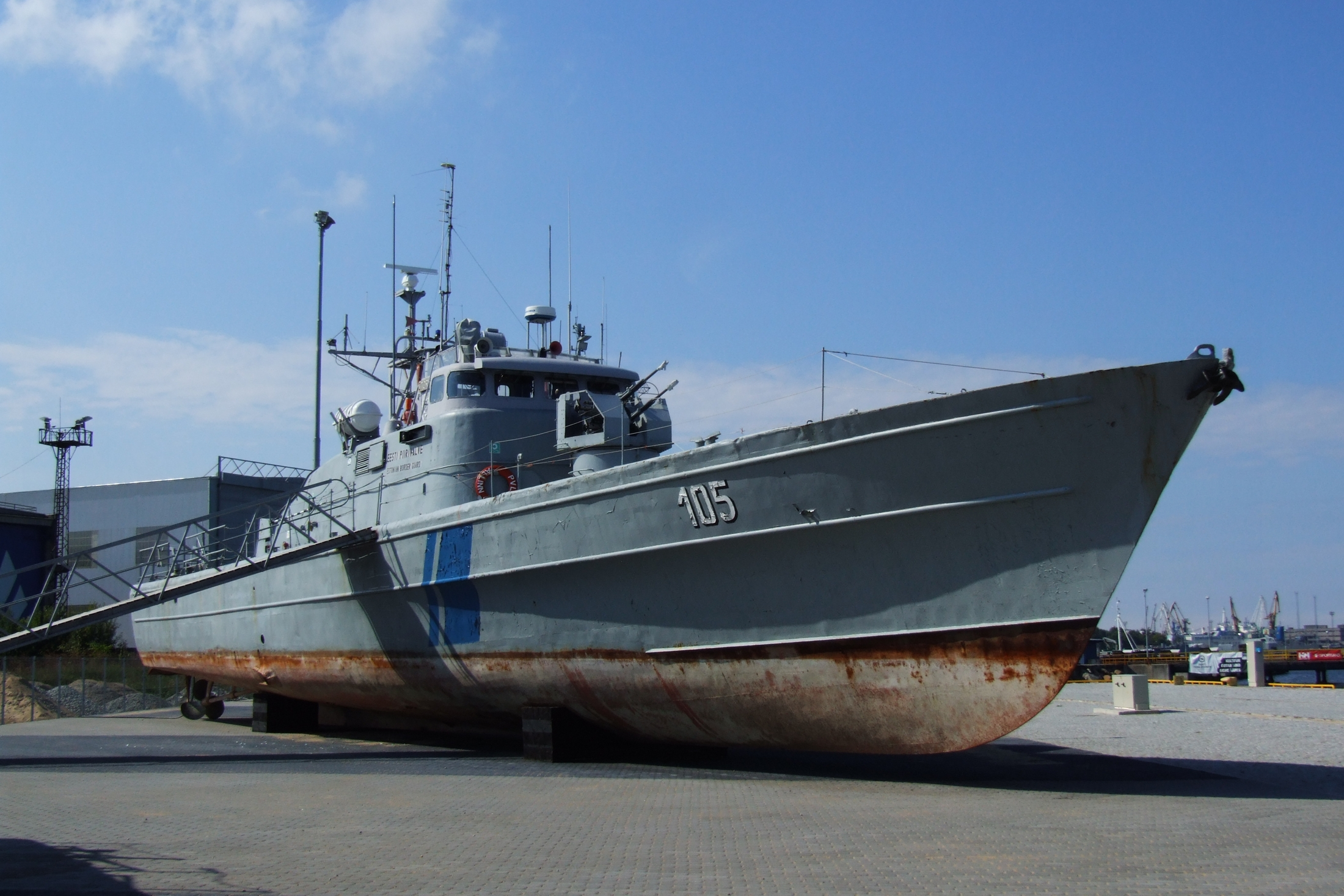
Torm (ex Arg) uchovaný v Estonsku jako muzejní loď

Hlavňovou výzbroj plavidel tvořil jeden 76mm kanón umístěný ve věži na přídi a jeden 40mm protiletadlový kanón. Čluny dále nesly čtyři protilodní střely Penguin. Pohonný systém tvořily dva diesely o výkonu 7200 hp. Nejvyšší rychlost dosahovala 32 uzlů.